# TeraGrid

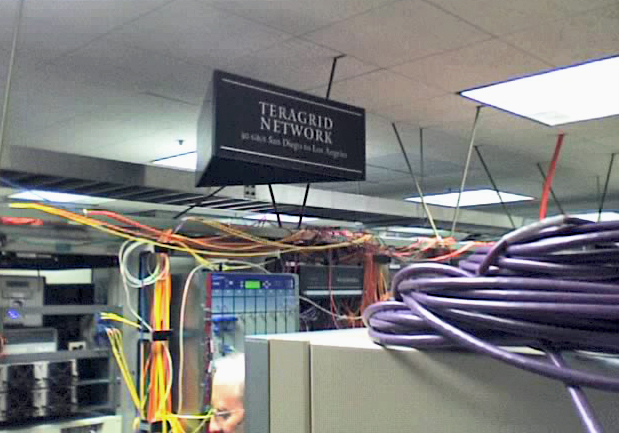
UCSD TeraGrid

Das TeraGrid war ein Zusammenschluss aus elf Partnern, die dauerhaft eine große Rechenleistung für wissenschaftliche Berechnungen zur Verfügung stellte. TeraGrid wurde durch die Grid Infrastructure Group (GIG) der Universität von Chicago koordiniert. Jeder US-amerikanische Wissenschaftler konnte nach einer Begutachtung Zugriff auf TeraGrid erhalten.
Das TeraGrid-Project wurde durch das Extreme Science and Engineering Digital Environment (XSEDE) abgelöst und erweitert.